# トルグート

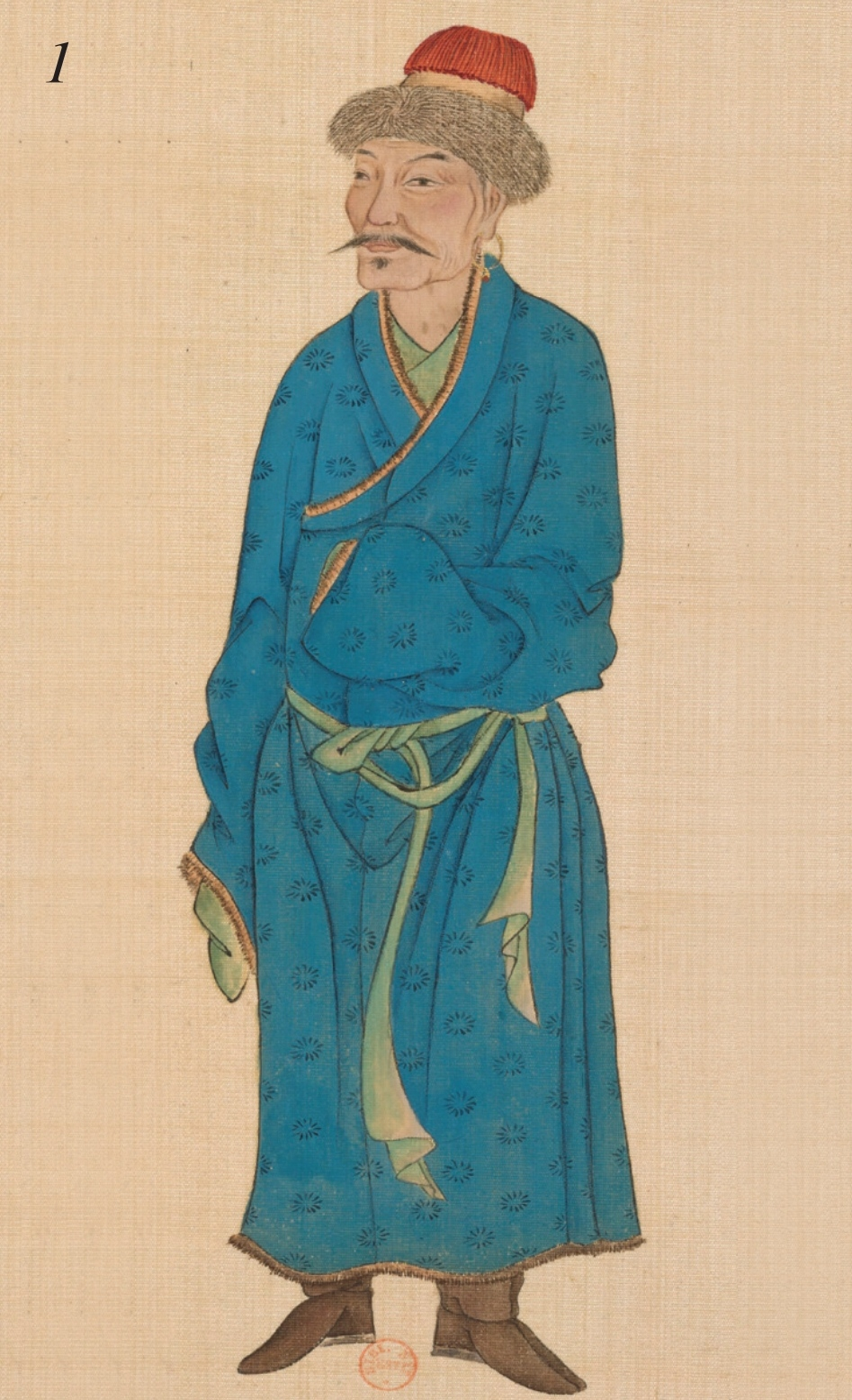
『皇清職貢圖』のトルグートの肖像画

トルグート（ᠲᠣᠷᠭᠤᠳ　オイラト語：Torγoud、モンゴル語：Turγaγud/Toroγoud/Torγuud、満洲語：ᡨᡠ᠋ᡵᡤᡡᡨ, turgūt、中国語：土爾扈特 Tǔěrhùtè）は、モンゴル系遊牧民族オイラトの一部族（トルグート部）で八部オイラトの一つ。トルグード、トルゴート、トルフトともいう。

## 名称
『トルグート王統記』によると、トルグートの5番目の領主キワン (Kibang) の時代、キワンは「オイラトの土地に行って牧地やハーンや領主たちを見てこい」と言ってトシャグル (Tošaγur) 率いる6人をオイラトの地に派遣した。彼らがオイラトに到着すると、オイラトのハーンであるトゴン・タイシ (Toγan Tayiši) は彼らを見て「汝らはなんと大きな身体をしている立派な国民であることか (ta nar yaγun yeke turuγ bey-e tei sayiqan ulus bui)」と驚き誉めたことにより、「トルグート Turuγ-ud（大きな身体の者たち）」と呼ばれるようになったという。

## 歴史

### 起源
オイラト年代記とモンゴル年代記に「トルグートの首長はケレイトのオン・ハーンの後裔である」と記されているため、トルグートの起源はケレイトとされている。
『トルグート王統記』には、「エネトケク（インド）の地からゲレル・デレ・ハーン (Gerel Dere Qaγan)という者がカラ・キタド（中国）の地にやって来てキタドの大きな城シナンフ（西安府）でチンダマニ（如意宝珠）の取っ手を持つ金印を得て、キタドの国土すべてを支配して転輪王 (Küčün-ü Kürtü Orčiγuluγči) ハーンとなった」ことから始まり、その子孫であるキワンの代に「トルグート」という名前が付き、四オイラトに加えられたということが記されている。

### トルグートの前身ケレヌート
各種史料によると、北元時代の初期に「オイラトのケレヌートのオゲチ・ハシハ」なる人物が有力であり、チョロース部のゴーハイ太尉、バトラ丞相らと権勢を競っていたという。オゲチ・ハシハの息子がエセクで、明朝ではエセクのことを「エセクEsekü」を漢訳した「太平」という名前で呼称し、「賢義王」という王号を与えていた。
『トルグート王統記』によると、オン・ハーンの息子がアルスラン(Arslang)で、その息子がアムグラン(Amuγulang)、アムグランにはカイワン(Kayiwang)とタラダン(Taradang)という息子がいたという。この内、アムグラン(Amuγulang)もまたエセク(Esekü)と同様に「太平」を意味する単語であり、またカイワン(Kayiwang)は賢義王ken-i-wangの転訛であると見られている。このため、北元時代初期のオゲチ・ハシハ、エセク父子こそがトルグート王家の始祖であると考えられている。
北元時代初期を通じて親アリク・ブケ家派のケレヌートと親クビライ家派のチョロースは内部抗争を繰り広げており、オゲチ・ハシハはチョロースのゴーハイ太尉の擁立したエルベク・ハーン(クビライ家)を殺してクン・テムル(アリク・ブケ家)を擁立したが、ゴーハイ太尉の息子バトラ丞相によってクン・テムルとオゲチ・ハシハの二人は殺されてしまった。その後バトラ丞相が死ぬとエセクがオイラダイ・ハーン(アリク・ブケ家)を擁立したが、今度はバトラ丞相の息子トゴン太師によって殺されてしまった。エセクの後は息子のネレグが継いだが、トクトア・ブハ(クビライ家)を擁立したトゴン太師は急速に勢力を拡大して権力を強化し、チョロースの傘下に収まったケレヌートの家系は一時不明となる。

### トルグートの登場
モンゴル年代記である『蒙古源流』において、「（オイラトの）ホイト部，トルグート部，バートト部，ドルベト部，ホシュート部の首長たちが、モンゴルのハーンとホンタイジたちに殺された」という記述があり、1562年にトルグート部のハラ・ブーラ (Qara buγura) がオルドス部部のフトクタイ・セチュン・ホンタイジによって殺されている。これにより、16世紀後半にはトルグート部が存在していたことがわかる。
ロシア古文書史料によると、「1616年の全オイラトの筆頭タイシャはドルベト部のダライ・タイシで、ホシュート部のチョクルと、トルグート部のホー・オルロクが相談役であった」という。
1620年、ジューンガル部長のハラフラとトルグート部のメルゲン・テメネは、ハルハ右翼部のアルタン・ハーン（ハルハ部のアルタン・ハーン）であるウバシ・ホンタイジを攻撃したが、逆に打ち負かされ、オイラトとモンゴルの戦争を引き起こした。四オイラトの諸首長たちは一旦シベリアへ逃げ込んで体勢を立て直し、1623年になってハルハに攻め込み、ウバシ・ホンタイジを殺害した。

### ヴォルガ・トルグート
1625年、ホシュート部で内紛が起きたため、トルグート部長であるホー・オルロクは同族間の争いを避けるべく、属民（トルグート部を始めドルベト部，ホシュート部の一部も含む）の5万家族と息子たちを連れて西方へ移動し、ヴォルガ河畔に住み着いた（1630年）。これがのちにヴォルガ・カルムィクと呼ばれる現在のカルムイク人の祖先である。仏教徒であった彼らは、この地で遊牧していたテュルク系ムスリム遊牧民のノガイを追い払い、17世紀後半にはアゾフ海沿岸からカフカス山脈の麓に至る大遊牧国家を築き上げた。彼らは遠い異郷でもチベット仏教の信仰を守りつづけ、清やチベットの活仏との間で連絡をとり続けた。
1669年、ヴォルガ・トルグート部長のプンツクが死ぬと、息子のアユーキがヴォルガ・トルグート部長となった。アユーキは1673年にモスクワ政府と軍事同盟を結び、カルムィク騎馬隊をロシア軍に従軍させる代わりに莫大な富を得た。1694年にはチベット仏教ゲルク派のダライ・ラマ5世の摂政であったサンギェ・ギャツォがダライ・ラマ6世の名のもと、ヴォルガ・トルグート部長アユーキに「ダイチン・アヨシ・ハーン」の称号を授けたため、アユーキはハーンとなった。こうしてアユーキの時代はヴォルガ・トルグートの最盛期を迎える。

### エジネ・トルグート
チベットからハーン号を授かったアユーキは全オイラト統合の意図を持っていたため、1698年に従兄弟のアラブジュルを団長とする大使節団をチベットに派遣した。しかし、アユーキと対立していたアユーキの息子サンジブが自分の領民1万5千家族を連れてジューンガルのツェワンラブタンのもとに附き、それに伴っておよそ6万人の遊牧民がトルグート部からジューンガル部へ移った。そのため、軍事的にも政治的にもツェワンラブタンの勢力が優勢になり、アユーキはジューンガル制圧と全オイラト統合をあきらめざるを得なくなった。
一方、チベットに派遣されたアラブジュルはダライ・ラマを訪問して帰国しようとしたところ、ツェワンラブタンとアユーキの間が不和になったため、ジューンガルを通過できなくなった。アラブジュル一行は、やむなく清朝皇帝を頼って嘉硲関（かよくかん）外に牧地を与えられた。彼らのトルグート部は、1731年にエジネ河畔に牧地を移されたため、エジネ・トルグートとよばれるようになった。

### トルグートの帰還
1755年、清によってジューンガル帝国が滅んだ。同じ頃、ヴォルガ・トルグートを始めとするヴォルガ・カルムィクはロシア人やドイツ人の入植に圧迫され、次第に遊牧地を奪われていた。天然痘によってイリ地方のオイラトの人口が激減したことを知ったヴォルガ・トルグート部長のウバシ・ハーンはトルグート部の故地に還ることを決意し、部衆17万人を引き連れて東へ移動した。途中、ロシアの追撃を受けたり、カザフやキルギスの攻撃を受けたりして10万人を失ったが、7か月におよぶ逃避行の末、1771年8月にイリに到着し、清の臣下となった。一方、暖冬の影響で河が凍らずヴォルガ西岸に取り残された人々もおり、彼らはそのまま現在のカルムイク共和国のカルムイク人となった。

### 旧トルグートと新トルグート
清の乾隆帝は詔を発し、臣下となったトルグート部を新旧二部に分け、それぞれにジャサク（旗長）を置いた。
乾隆帝は、1630年にヴォルガ河畔に移住し、1771年にイリの故郷に戻ったトルグート部を｢ウネンスジュクト（真の信仰を持つ）旧トルグート｣と名づけ、十旗に分けてウバシに管轄させた。ウバシはハンとなり、以下の王公もモンゴル各部と同様、それぞれ、チンワン（親王），ギュンワン（郡王），ベイレ（貝勒），ベイセ（貝子），グン（公），一等タイジ（台吉）に封じられた。
一方、ジューンガル帝国の構成員であって、1755年に清軍がイリを攻めた時にヴォルガ河畔に逃げ、1771年に再びイリに帰ってきたトルグーﾄを｢チンセトキルト（誠の心を持つ）新トルグート｣と名付け、首長のシェレンを郡王に、他の一人をベイセに封じた。シェレン率いる新トルグート部はおそらくジューンガル帝国崩壊後、ロシアに逃げてヴォルガ・トルグート部に合流した時、そこで｢新トルグート｣と呼ばれたと推測される。
1772年、これら2つのトルグート部には乾隆帝から牧地が与えられ、すべてイリ将軍の統括下に置かれた。

### 新旧トルグートの細分化
1783年、乾隆帝の詔により、旧トルグートは東西南北の四路に分けられることになり、4人の盟長と4人の副盟長が置かれた。新トルグートは左右二翼に分けられ、正副各一人の盟長が置かれた。
旧トルグート南路・ハーン旗長（ジャサク）でジョリクト・ハーンであったマハバザルは1852年に亡くなり、息子のラトナバザルが後を継いで、1857年にブヤン・オルジェイトと改名した。同年、ブヤン・オルジェイトは、ヤンギサールその他の地方における盗賊を掃討するのに功があったことを清から賞せられ、ウネンスジュクト盟の副盟長の地位を与えられた。しかし、1864年に勃発したムスリムの大反乱（同治の回乱）により、彼はイリの牧地をことごとく失ってウルムチに逃げてきた。京師（北京）に行って皇帝に謁見したいという願いが聞き入れられ、1868年、ブヤン・オルジェイトは北京に赴き、清の同治帝に拝謁することができた。翌年、ウネンスジュクト盟長に賞せられ、さらに1872年には御前走行を命ぜられた。ブヤン・オルジェイトは1876年に病没し、息子のブヤン・チョクトが後を継ぎ、父のハーン号と盟長を引き継いだ。
ブヤン・チョクト・ハーンは1891年に病没し、長子のブヤン・モンケが跡を継いだが、盟長の事務はその祖母が取った。1896年、盟長とジャサク（旗長）の事務をブヤン・モンケの母が取ることになった。1902年、ブヤン・モンケが18歳になったので、ようやく自ら印務を取るようになった。
ブヤン・モンケの死後（辛亥革命後の1917年）、その子マンチュクジャブがわずか2歳で位を継いだ。マンチュクジャブの息子ハーン・ゴンボ・デジドはゴンボ・ダンジンという名前であるが、現代中国の研究書の系図にも名前が掲載されているから、少なくとも戦後まで生きていたことは間違いない。

### 現代のトルグート
現在、トルグート部族の大半は分散され、モンゴル国の西部および新疆ウイグル自治区の北部に居住する。バインゴリン・モンゴル自治州、中でも和静県に特に多い。また、トルグートの西方移住前に青海に移住していた者の子孫は青海省に残っており、エジネ・トルグート部族の子孫は内モンゴル自治区のエチナにいる。一方、ヴォルガ・トルグートの残る4分の1はヴォルガ流域に残った。彼ら残留したヴォルガ・トルグート遊牧民が現在のカルムイク人の先祖であり、カルムイク人の大半は現在もトルグート部族に属する。
なお、和静県の彼らについて日本語の書籍がある。
```
トルファン市内とカシュガル市を繋ぐ南疆鉄道が通りその駅もあるバルゴンタイ・巴論台の街にトルゴート・モンゴル人の民族中学校やバザールがありモンゴル人の賑わいがあった。バルゴンタイの東の遊牧民の村オリアスタイ・ツァガーン牧場・前進牧場とそのまた東のシャルガンゴル大隊・夏尓溝村に1986年の夏に非合法取材をかけた日本人のルポが1990年の朝日ジャーナルノンフィクションコンテストの佳作に入ったがワープロ本として少部数のみ古書で流通している（『秘境の天山モンゴル』1996年・本郷弘著）
```

さらに尚、彼らは内モンゴルなどで使われるモンゴル文字よりも明確に音声をあらわすトドノムという文字を持っている。ただ、民族学校でもトドノムだけでなくモンゴル文字を教える動きがある。

## 乾隆帝の詩文
乾隆帝はオイラトの一部族であるトルグート部がロシアを離れて自発的に清朝に帰属したことをことのほか喜んだ。乾隆帝はみずからトルグートの来帰を題材とした三篇の詩文を作った。以下はその中の頭韻を踏んだ四行詩である（満洲語原文からの翻訳）。

## トルグートに関する史料
- 『蒙古源流（エルデニイン・トブチ）』（サガン・セチェン・ホンタイジ、1662年、モンゴル語）
- 『黄色い演義（シラ・トージ）』
- 『欽定外藩蒙古回部王公表伝（表伝）』（祁韻士、1779年、満州語，漢語，モンゴル語）
- 『四オイラト史（ロシア語版）』（エムチ・ガワンシャラブ、1737年、オイラト語）
- 『四オイラト史』（バートル・ウバシ・トゥメン、1819年、オイラト語）
- 『トルグート王統記』（トイン・ゲルクチョクダン）
- 『トレグト・ラレルロ（トルグートの起源）』
- 『カルムィク・ハーン略史』

## 歴代部族長（タイシ）
『トルグート王統記』より。（括弧内の#印はガワンシャラブの『四オイラト史』記載の名前）

### トルグート部
タイシ
- ナラン・ハーン…ゲレル・デレ・ハーンの子孫

1. オン・タイサ（オン・タイシ）…ナラン・ハーンの次男
2. ワン・ハーン（オン・ハンか?）…オン・タイサの子
3. アルスラン…ワン・ハーンの子
4. アムグラン…アルスランの子
5. カイワン（キワン#）…アムグランの長男。オイラトと同盟
6. ソーソイ（スサイ#）…カイワンの子
7. バヤル（バイル#）…ソーソイの子
8. メングイ（メンゲ#）…バヤルの長男
9. ボイゴ・オルロク…メングイの子
10. ジュルジャガ・オルロク…ボイゴ・オルロクの長男
11. ホー・オルロク（英語版）…ジュルジャガ・オルロクの長男。ヴォルガ河畔へ移住（en:Kalmyk Khanate）

### ヴォルガ・トルグート部
タイシ
1. ホー・オルロク (? - ?)
2. シュクル・ダイチン（ホダイ・シュクル・ダイチン#）(? - ?) …ホー・オルロクの長男
3. プンツク（プンチュク）（? - 1669年）…シュクル・ダイチンの子
4. アユーキ・ハーン（1669年 - 1724年）…プンツクの子

ハーン
1. アユーキ・ハーン（1697年 - 1724年）
2. ツェレン・ドンドク（1731年 - 1735年）…アユーキ・ハーンの子
3. ドンドク・オンボ（1735年 - 1741年）…グンジャブ（アユーキの子）の子
4. ドンドク・ダシ（1741年 - 1761年）…チャクドルジャブ（アユーキの長子）の子
5. ウバシ・ハーン（1761年 - 1775年）…ドンドク・ダシの子。イリに帰還

### 旧トルグート部
『トルグート王統記』および『清史稿』より。○印は『トレグト・ラレルロ』記載の名前。
ジャサク・ジョリクト・ハーン（扎薩克卓哩克図汗）
1. ウバシ（渥巴錫）（1771年 - 1774年）…トルグート台吉ウェンハン（翁罕）の15代目子孫
2. ツェリンナムジャル（策璘納木扎勒）（1774年 - 1792年）…ウバシの長男
3. ホーシャオジ（霍紹斉）（1792年 - 1806年）…ツェリンナムジャルの長男
4. ダンジンワンジル（丹津旺済爾）（1806年 - 1808年）…ホーシャオジの弟
5. ナムジジャドルジ（那木濟扎多爾済）（1809年）…ダンジンワンジルの兄
6. ツェデンドルジ（策登多爾済）（1809年 - 1831年）…ナムジジャドルジの子
7. ナムジャルジュルモトツェリン（那木扎勒珠爾默特策林）（1831年 - 1849年）…ツェデンドルジの子
8. マハバザル（瑪哈巴咱爾、マハ・バザル○）（1850年 - 1852年）…ナムジャルジュルモトツェリンの族弟
9. ラトナバザル（喇特那巴咱爾、ブヤン・オルジェイト○）（1852年 - 1875年）…マハバザルの子、1857年ブヤン・ウルジェイト（布雅庫勒哲依図）に改名
10. ブヤン・チョクト（布彦綽克図、ブヤン・チョクト○）（1875年 - 1891年）…ラトナバザルの子
11. ブヤン・モンケ（布彦蒙庫、ブヤン・モンケ○）（1891年 - 1917年）…ブヤン・チョクトの長男
12. マンチュクジャブ○ （1917年 - ?) …ブヤン・モンケの子
  - ゴンボ・デジド○ (? - ?) …マンチュクジャブの子

ジャサク・グサ・バヤルト・ベイセ（扎薩克固山巴雅爾図貝子）
1. エモゲン・ウバシ（額墨根烏巴什）（1771年）…ウバシ（渥巴錫）の従子
2. ゴンタン（恭坦）（1772年 - 1811年）…エモゲン・ウバシの長男
3. バルダンラシ（巴爾丹拉什）（1811年 - 1830年）…ゴンタンの子

ドロイ・ベイレ（多羅貝勒）
1. モンケ・ナシン（蒙庫那遜）（1831年 - 1861年）…バルダンラシの長男
2. グルジャブ（固嚕扎布）（1861年 - 1876年）…モンケ・ナシンの子
3. オルジェイト・グス（烏勒哲依特固斯）（1876年 - 1887年）…グルジャブの子
4. ゴンガナムジャル（恭噶那木扎勒）（1888年 - 1898年）…オルジェイト・グスの子
5. ミンジュ・ドルジ（敏珠多爾済）（1899年 - ?）…ゴンガナムジャルの子

ジャサク・トサラフグン（扎薩克輔国公）
1. バイジフ（拜済瑚）（1771年 - 1821年）…ウバシ（渥巴錫）の従子
2. ツェボクジャブ（策伯克扎布）（1821年 - 1832年）…バイジフの子
3. バヤン・クシク（巴彦克什克）（1832年 - 1844年）…ツェボクジャブの子
4. マンジ・ドルジ（曼吉多爾済）（1844年 - 1879年）…バヤン・クシクの子
5. ダルマバル（達爾瑪巴勒）（1881年 - 1882年）…マンジ・ドルジの子
6. ノルボリンチン（諾爾博林沁）（1884年 - ?）…ダルマバルの弟

扎薩克一等台吉
1. ボルハシハ（伯爾哈什哈）（1771年 - 1782年）…ウバシ（渥巴錫）の従弟
2. ナムジャルラシ（納木扎勒喇什）（1782年 - 1802年）…ボルハシハの長男
3. ジャル（扎爾）（1802年 - 1803年）…ナムジャルラシの弟
4. フータン（和団）（1803年 - 1845年）…ジャルの子
5. エルデニ（額爾徳尼）（1845年 - 1897年）…フータンの子
6. シルダルマ（西勒達爾嗎）（1897年 - ?）

ジャサク・ホショイ・ブヤント・チンワン（扎薩克和碩布延図親王）
1. ツェボク・ドルジ（策伯克多爾済）（1771年 - 1778年）…ウバシ（渥巴錫）の従子
2. ジリブ（奇哩布）（1779年 - 1784年）…ツェボク・ドルジの弟
3. チェリン・ウバシ（車凌烏巴什）（1784年 - 1814年）…ジリブの長男
4. エンクジルガル（恩克済爾噶勒）（1814年 - 1848年）…チェリン・ウバシの子
5. ツェリンラブタン（策林喇布坦）（1848年 - 1884年）…エンクジルガルの子
6. ドンクルブチェデエン（洞克嚕布車得恩）（1886年 - 1895年）…ツェリンラブタンの子
7. エロルモジャブ（鄂羅勒默扎布）（1896年 - ?）…ドンクルブチェデエンの子

公品級扎薩克一等台吉
1. ゴンゲチェリン（恭格車凌）（1785年 - 1826年）…ツェボク・ドルジ親王の子
2. ツェリンミンジュル（策林敏珠爾）（1826年 - 1827年）…ゴンゲチェリンの子
3. ラトナバザル（喇特那巴咱爾）（1827年 - 1873年）…ツェリンミンジュルの子
4. イダムチェリン（伊達木車林）（1873年 - 1883年）…ラトナバザルの子
5. リイジャブ（里依扎布）（1883年 - 1906年）…イダムチェリンの子
6. ゴンボジャブ（棍布扎普）（1908年 - ?）…リイジャブの子

ジャサク・トサラフグン（扎薩克輔国公）
1. アクサハル（阿克薩哈勒）（一等台吉：1771年 - 1775年、扎薩克一等台吉：1775年 - 1789年）…ジリブ親王の弟
2. アザラ（阿咱拉）（扎薩克一等台吉：1789年 - 1791年、公品級扎薩克一等台吉：1791年 - 1792年、輔国公：1792年 - 1822年）…アクサハルの長男
3. ドルジ・ナムジル（多爾済那木済勒）（扎薩克一等台吉：1822年 - 1832年）…アザラの子
4. トブシンクシク（図普伸克什克）（扎薩克一等台吉：1832年 - 1878年、輔国公：1878年）…ドルジ・ナムジルの子
5. チェデン・ドルジ（車徳恩多爾済）（1878年 - 1881年）…トブシンクシクの子
6. リマジャブ（哩嗎扎布）（1881年 - 1906年）…チェデン・ドルジの子
7. プエンチュクチェリン（普恩楚克車林）（1908年 - ?）…リマジャブの子

ジャサク・ドロイ・ビシリルト・ギュンワン（扎薩克多羅畢錫哷勒図郡王）
1. バムバル（巴木巴爾）（1771年 - 1774年）…ウバシ（渥巴錫）の族弟
2. チェリンデルク（車凌徳勒克）（1774年 - 1792年）…バムバルの長男
3. バトマ・ウバシ（巴特瑪烏巴錫）（1792年 - 1817年）…チェリンデルクの長男
4. ナムジャルチェデン（那木扎勒車登）（1817年 - 1845年）…バトマ・ウバシの子
5. バト（巴図）（1845年 - 1874年）…ナムジャルチェデンの子
6. バヤル（巴雅爾）（1898年 - ）…バトの子
7. パレタ（帕勒塔）（1875年 - ）…バヤルの子

ジャサク・グザ・イトゲル・ベイセ（扎薩克固山伊特格勒貝子）
1. ジブタン（奇布騰）（1771年 - 1783年）…バムバルの従子
2. マルガシリ（瑪爾噶錫里） （1783年 - 1812年）…ジブタンの長男
3. チャガン・ブヤン（察罕布彦）（1812年 - 1837年）…マルガシリの子
4. ナシュンデレク（那遜徳勒克）（1837年 - 1843年）…チャガン・ブヤンの従父
5. プルプガタン（普爾普噶丹）（1843年 - 1877年）…ナシュンデレクの孫
6. デエンチンアラシャン（徳恩沁阿拉什）（1877年 - ）…プルプガタンの孫

ジャサク・ドロイ・ジルハラン・ベイレ（扎薩克多羅済爾哈朗貝勒）
1. モメント（默們図）（1771年 - 1799年）…ウバシの族叔父
2. エルデニ（額爾徳尼）（1799年 - 1802年）…モメントの長男
3. クークウェイ（庫魁）（1802年 - 1810年）…エルデニの弟
4. バトジルガル（巴図済爾噶爾）（1810年）…クークウェイの長男
5. バトクシク（巴図克什克）（1811年 - 1816年）…バトジルガルの弟
6. バトナシュン（巴図納遜）（1816年 - 1846年）…バトクシクの弟
7. ハトナシディ（喀特納什第）（1846年 - 1851年）…バトナシュンの子
8. エジル（鄂斉爾）（1851年 - 1875年）…カトナシディの弟
9. サンジライ（三済賚）（1875年 - 1892年）…エジルの弟
10. バトマジャル（巴特瑪扎勒）（1892年 - 1990年）…サンジライの子
11. ノルボサンピリ（諾爾博三丕勒）（1902年 - ?）…バトマジャルの子

### 新トルグート部
ジャサク・ドロイ・ビリクト・ギュンワン（扎薩克多羅弼哩克図郡王）
1. シェレン（舍稜）（1771年 - 1792年）……トルグート台吉ウェンハン（翁罕）の12代目子孫
2. ツェボクジャブ（策伯克扎布）（1792年 - 1824年）…シェレンの長男
3. サンドク・ドルジ（三都克多爾済）（1824年 - 1837年）…ツェボクジャブの次男
4. ドノルブ・ドルジ（多諾魯布多爾済）（1837年 - 1858年）…サンドク・ドルジの長男
5. リンジャドングルブ（凌扎棟固魯布）（1858年 - 1869年、親王銜：1869年 - ?）…ドノルブ・ドルジの長男

ジャサク・グザ・ウチャラルト・ベイセ（扎薩克固山烏察喇勒図貝子）
1. シャラコウケン（沙喇扣肯）（1771年 - 1829年）…シェレンの従子
2. チェリン・ドルジ（車林多爾済）（1829年 - 1840年）…シャラコウケンの次男
3. ウルトナシン（烏爾図那遜）（1842年 - 1871年）…チェリン・ドルジの子
4. ジンミト（精米特）（1871年 - 1879年）…ウルトナシンの長男
5. ラトナバザル（喇特那巴咱爾）（1879年 - 1891年）…ジンミトの長男
6. マクスルジャブ（瑪克蘇爾扎布）（1891年 - ?）

### エジネ・トルグート部
グサ・ベイセ→ドロイ・ベイレ→ジャサク・ドロイ・ベイレ
1. ベイセ・ラブジュール（アラブジュル、阿喇布珠爾）（? - 1716年）…ナザル・マムドの三男
2. ダンジュン（丹忠）（1716年 - 1740年）…ベイセ・ラブジュールの子
3. ベイレ・ルーザン・ダルジャイ（羅卜蔵 達爾扎）（1740年 - 1767年）…ダンジュンの子
4. ベイレ・ワンジル・チェリン（旺扎勒 車凌）（1767年 - 1810年）…ルーザン・ダルジャイの子
5. ベイレ・ドンルブ・チェリン（端多布 車凌）（1810年 - 1812年）…ワンジル・チェリンの次男
6. ベイレ・バヤル・マンナイ（ソナム・ドブジュ、巴雅爾 莽奈）（1812年 - 1841年）…ドンルブ・チェリンの子
7. ベイレ・ダシ・チェリン（達什 車楞）（1841年 - 1873年）…バヤル・マンナイの子

## 参考資料
- 宮脇淳子『モンゴルの歴史 : 遊牧民の誕生からモンゴル国まで』刀水書房〈刀水歴史全書〉、2002年。ISBN 4887082444。 NCID BA58841047。
  - 宮脇淳子『モンゴルの歴史 : 遊牧民の誕生からモンゴル国まで』（増補新版）刀水書房〈刀水歴史全書〉、2018年。ISBN 9784887084469。 NCID BB27179685。
- 宝音德力根Buyandelger「15世紀中葉前的北元可汗世系及政局」『蒙古史研究』第6輯、2000年
- 趙爾巽他『清史稿』（表五十一 藩部世表三）